# はさみ hasami
『はさみ hasami』は、2010年製作、2012年公開の日本映画。
理容美容専門学校を舞台として、悩みを抱えた生徒たちと、彼らと真剣に向き合う若い女性教師を描いた青春群像ドラマ。

## キャスト
- 永井久沙江：池脇千鶴
- 木村弥生：徳永えり
- 葉山洋平：窪田正孝
- 田村いちこ：なんしぃ（大好物）
- 戸崎亮輔：綾野剛
- ：樋浦勉
- ：白石まるみ
- ：拳也
- 洋平の父：石丸謙二郎
- 洋平の叔母：烏丸せつこ
- 築木洋子：竹下景子

## スタッフ
- 監督：光石富士朗
- 製作：松下順一、窪田一貴
- 企画：米山紳
- プロデューサー：小貫英樹
- 脚本：光石富士朗、木田紀生
- 音楽：遠藤浩二
- 撮影：猪本雅三
- 照明：松隈信一
- 美術：大庭勇人
- 録音：畑幸太郎
- 編集：菊池純一